# Тростянець (Черкаський район)
Тростяне́ць — село в Україні, у Черкаському районі Черкаської області, підпорядковане Бобрицькій сільській громаді.
Населення села становить 288 осіб 184 двори (2009; 224 особи в 2007).

## Історія
Біля села було знайдено 2 поселення трипільської культури, 2 курганні могильники, поселення доби бронзи, кургани скіфських часів, поселення та могильники зарубинецької культури, 2 поселення та городище часів Київської Русі, кам'яну бабу кочовиків XI—XII століття.
За переказами, село утворене в кінці XVI століття. Назва пішла від розташування поблизу болота, на якому зростала тростина. Лаврентій Похилевич у «Сказаннях про населені місцевості Київської губернії» 1864 року пише:
|  | Тростянец, село в 4-х верстах на запад от Бобрицы и 8-ми от г.Канева, при ручье Дунайце коего ложе изобиловало тростником. Жителей обоего пола 658. Земли 1330 десятин. Принадлежит Варваре Петровне из Турчаниновых Мандрике, по наследству от отца, купившего это имение от князя Понятовского. В IV томе актов, в истории западной Росии относящихся, под 1595 годом №121, напечатана судная королевская грамота Киевскому митрополиту Михаилу Рогозе, о праве на владение селом Тростенцом, пожалованным от королевы Елены Иоанновны. Церковь Космо-Дамиановская, деревянная, 7-го класса; земли имеет указаную пропорцию; неизвестно в каком году построена; но по словам жителей, имеет полтораста лет. |

До 1917 року 1632 десятин землі села знаходились у володіннях пана Тургенєва, потім перейшла до Мандрики, потім до пана Тарнавського. 1863 року був збудований панський будинок, стіни якого збереглись до сьогодні. В радянські часи тут був дитячий садочок, потім фельдшерсько-акушерський пункт, пізніше сільський клуб. До революції в селі налічувалось 264 двори, після — 108, були двокласна школа (фундамент лишився і досі) та церква.
У 1930 році, під час примусової колективізації, в селі було утворено ТСОЗ, а через рік сільськогосподарську артіль. У німецько-радянській війні брало участь 163 жителі, з них 78 нагороджено орденами та медалями. На честь загиблих в селі встановлено пам'ятник. До 25 травня 1978 року село було центром Тростянецької сільради, куди входили сусідні села Грищинці та Курилівка. Потім центр було перенесено до села Грищинці, разом з цим було переведено початкову школу та пошту.
1995 року було відновлено Тростянецьку сільраду, але із складом всього в 1 село. Було збудовано новий фельдшерсько-акушерський пункт, в якому нині працюють також сільрада і бібліотека.

## Сучасність
В селі працюють восьмирічна школа, фельдшерсько-акушерський пункт, пошта, телеграф, Будинок культури, бібліотека, магазин. На землях села працює СТОВ імені Шевченка.

## Населення

### Мова
Розподіл населення за рідною мовою за даними перепису 2001 року:
| Мова       | Кількість | Відсоток |
| ---------- | --------- | -------- |
| українська | 216       | 96.43%   |
| російська  | 8         | 3.57%    |
| Усього     | 224       | 100%     |

## Відомі люди
Уродженцями села є:
- Заноздра Степан Федорович (1896—1953) — доктор медичних наук
- Заноздра Микола Степанович (1920 р.н.) — доктор медичних наук, професор, керівник відділення гіпертонічної хвороби Українського НДІ кардіології[4][5][6][7]